# Merionoeda musschenbroekii
Merionoeda musschenbroekii är en skalbaggsart som beskrevs av Raffaello Gestro 1877. Merionoeda musschenbroekii ingår i släktet Merionoeda och familjen långhorningar.
Artens utbredningsområde är Sulawesi. Inga underarter finns listade i Catalogue of Life.